# Cratere Glide
Glide  è un cratere sulla superficie di Marte.